# Amphiarius rugispinis
Amphiarius rugispinis es una especie de pez de la familia Ariidae en el orden de los Siluriformes.

## Morfología
• Los machos pueden llegar alcanzar los 45 cm de longitud total.

## Reproducción
Tiene lugar entre septiembre y noviembre: la hembra pone 30-35 huevos (que miden 14-15 mm de diámetro) que el macho se encargará de incubar en su boca.

## Depredadores
En la Guayana Francesa es depredado por Arius parkeri y Hexanematichthys Proops .

## Hábitat
Es un pez demersal y de clima tropical.

## Distribución geográfica
Se encuentran en Sudamérica: desde Guayana hasta la desembocadura del río Amazonas.

## Uso comercial
Se comercializa fresco, salado y congelado (este último sólo para ser  exportado ).